# Copernicus Cup
Copernicus Cup (en inglés: Copa Copérnico) es una competición anual de atletismo en pista cubierta que se lleva a cabo en febrero en el polideportivo deportivo y de entretenimiento Arena Toruń en Toruń, Polonia . El encuentro es actualmente un encuentro oficial de la categoría Oro del World Athletics Indoor Tour de la IAAF. En 2019, el patrocinador principal de la competición fue Orlen, repitiendo en años posteriores, por lo que el encuentro se llamó «ORLEN Copernicus Cup» (en inglés: Copa Copérnico ORLEN).
El evento también acogió el Campeonato Europeo de Atletismo en Pista Cubierta de 2021 del 4 al 7 de marzo de 2021.

## Récords mundiales
A lo largo de su historia, en la Copa Copérnico se ha establecido un récord mundial .
| Año  | Evento            | Registro    | Atleta           | Nacionalidad |
| ---- | ----------------- | ----------- | ---------------- | ------------ |
| 2020 | Salto con pértiga | 6,17 metros | Armand Duplantis | Suecia       |

## Registros de encuentros

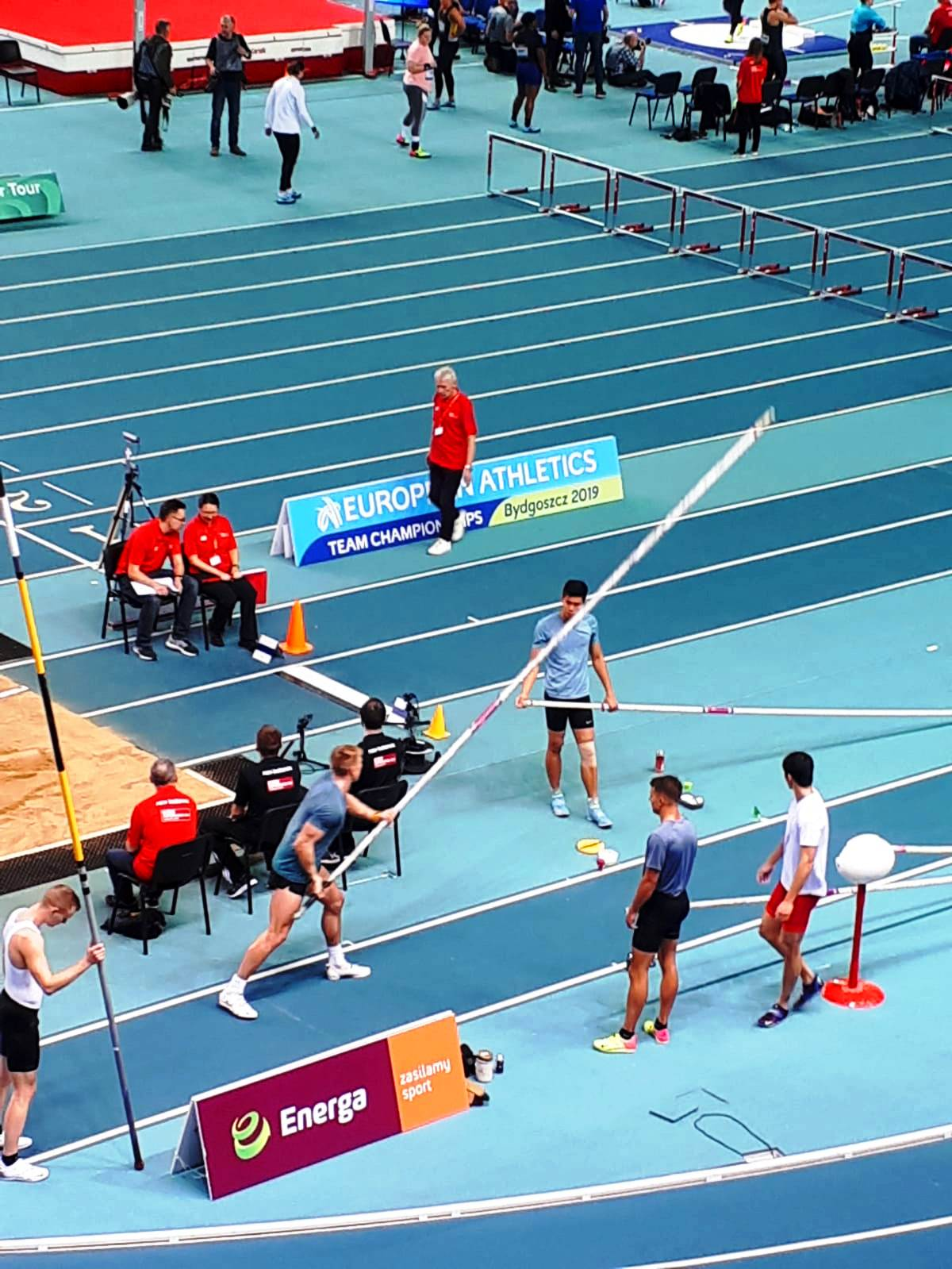
Copa Copérnico en 2019

### Masculino
| Evento              | Registro     | Atleta             | Nacionalidad   | Fecha                 | Ref.   |
| ------------------- | ------------ | ------------------ | -------------- | --------------------- | ------ |
| 60 metros           | 6.46         | Ronnie Baker       | Estados Unidos | 10 de febrero de 2017 | [ 3 ]  |
| 400 metros          | 45,59        | Bralon Taplin      | Granada        | 10 de febrero de 2017 | [ 4 ]  |
| 800 metros          | 1:43.63      | Eliot Giles        | Reino Unido    | 17 de febrero de 2021 | [ 5 ]  |
| 1500 metros         | 3:32.97      | Selemon Barega     | Etiopía        | 17 de febrero de 2021 | [ 6 ]  |
| 3000 metros         | 7:31.09      | Lamecha Girma      | Etiopía        | 22 de febrero de 2022 | [ 7 ]  |
| 60 m vallas         | 7.38         | Grant Holloway     | Estados Unidos | 17 de febrero de 2021 | [ 8 ]  |
| Salto de altura     | 2,34 metros  | Maxim Nedasekau    | Bielorrusia    | 17 de febrero de 2021 | [ 9 ]  |
| Salto de altura     | 2,34 metros  | Andri Protsenko    | Ucrania        | 17 de febrero de 2021 | [ 9 ]  |
| Salto de altura     | 2,34 metros  | Gianmarco Tamberi  | Italia         | 17 de febrero de 2021 | [ 9 ]  |
| Salto con pértiga   | 6,17 metros  | Armand Duplantis   | Suecia         | 8 de febrero de 2020  | [ 10 ] |
| Salto de longitud   | 8,40 metros  | Miltiadis Tentoglu | Grecia         | 8 de febrero de 2023  | [ 11 ] |
| Triple salto        | 16,90 metros | Cristian Nápoles   | Cuba           | 15 de febrero de 2018 | [ 12 ] |
| Lanzamiento de peso | 22,00 metros | Konrad Bukowiecki  | Polonia        | 15 de febrero de 2018 | [ 12 ] |

### Femenino
| Evento              | Registro     | Atleta               | Nacionalidad | Fecha                 | Ref.   |
| ------------------- | ------------ | -------------------- | ------------ | --------------------- | ------ |
| 60 metros           | 7.03         | Ewa Swoboda          | Polonia      | 22 de febrero de 2022 | [ 13 ] |
| 400 metros          | 50,64        | Femke Bol            | Países Bajos | 22 de febrero de 2022 | [ 14 ] |
| 800 metros          | 1:57.87      | Keely Hodgkinson     | Reino Unido  | 8 de febrero de 2023  | [ 11 ] |
| 1500 metros         | 3:54.77      | Gudaf Tsegay         | Etiopía      | 22 de febrero de 2022 | [ 15 ] |
| Milla               | 4:16.16      | Gudaf Tsegay         | Etiopía      | 8 de febrero de 2023  | [ 11 ] |
| 3000 metros         | 8:31.24      | Lemlem Hailu         | Etiopía      | 17 de febrero de 2021 | [ 16 ] |
| 60 m vallas         | 7,79         | Pia Skrzyszowska     | Polonia      | 8 de febrero de 2023  | [ 11 ] |
| Salto de altura     | 2,00 metros  | Mariya Lasitskene    | Rusia        | 15 de febrero de 2018 | [ 12 ] |
| Salto con pértiga   | 4,60 metros  | Nicole Büchler       | Suiza        | 10 de febrero de 2017 | [ 17 ] |
| Salto de longitud   | 6,96 metros  | Maryna Bej-Romanchuk | Ucrania      | 8 de febrero de 2020  | [ 18 ] |
| Triple salto        | 14,60 metros | Paraskeví Papajristu | Grecia       | 17 de febrero de 2021 | [ 19 ] |
| Lanzamiento de peso | 18,97 metros | Christina Schwanitz  | Alemania     | 6 de febrero de 2019  | [ 20 ] |